# Tote Du Crow
Tote Du Crow (también conocido como George Skyrock o Shyroch) fue un actor y artista de circo estadounidense que trabajó en películas mudas durante los primeros días de Hollywood.

## Biografía
Tote nació en Watsonville, California, siendo hijo de padres de origen castellano y francés. De acuerdo con algunos medios, cuando era niño, Tote y su hermano Daniel escaparon de su casa para poder trabajar en el circo; otros medios afirman que su padre los puso como aprendices de un showman de circos.
Tote Du Crow interpretó a Bernardo en las películas mudas del Zorro. Más tarde, Gene Sheldon popularizó este papel en Disney durante la década de 1950. La representación de Sheldon en ese personaje era de un español de pura sangre. 
Interpretó 36 papeles menores desde 1915 hasta su muerte. Su última aparición fue en The Blue Streak en 1926.

## Filmografía seleccionada
- The Americano (1916) as Alberto de Castille
- The Fighting Trail (1917)
- Rimrock Jones (1918)
- Treasure of the Sea (1918)
- The Ghost Flower (1918)
- Hugon, The Mighty (1918)
- The Prospector's Vengeance (1920)
- Hair Trigger Stuff (1920)
- The Rattler's Hiss (1920)
- The Moon Riders (1920)
- The Mark of Zorro (1920) como Bernardo, el asistente sordomudo del Zorro
- The White Horseman (1921)
- The Man of the Forest (1921)
- The Vermilion Pencil (1922)
- The Pride of Palomar (1922)
- The Social Buccaneer (1923)
- Thundergate (1923)
- The Thief of Bagdad (1924)
- Little Robinson Crusoe (1924)
- The Saddle Hawk (1925)
- Don Q, Son of Zorro (1925) como Bernardo
- Spook Ranch (1925)
- The Blue Streak (1926)